# Apodemus chevrieri
Apodemus chevrieri (Аподемус Шевріє) — вид гризунів роду Apodemus. 

## Опис
Близький до виду Apodemus agrarius, але відрізняється більшими розмірами і повною відсутністю смуги на середині спини. Голова й тіло довжиною 88—110 мм, хвіст довжиною 83—105 мм, задні ступні 22—25 мм, вуха 14—16 мм.

## Середовище проживання
Населяє Китай (Чунцин, Ганьсу, Гуйчжоу, Хайнань, Хубей, Шеньсі, Сичуань, Юньнань). Займає висоти між 1800 і 2300 м над рівнем моря. Цей вид трапляється в сільськогосподарських районах, трав'янистих полях, лісах і відкритих місцях проживання.

## Звички
Дієта складається в основному з насіння, іноді комах.

## Загрози та охорона
Немає серйозних загроз. Мешкає в деяких охоронних територіях.